# Plectrocnemia latiformis
Plectrocnemia latiformis là một loài Trichoptera hóa thạch trong họ Polycentropodidae.